# Монтоджо
Монтоджо (італ. Montoggio, ліг. Monteuggio) — муніципалітет в Італії, у регіоні Лігурія,  метрополійне місто Генуя.
Монтоджо розташоване на відстані близько 410 км на північний захід від Рима, 15 км на північний схід від Генуї.
Населення — 2051 особа (2014).
Щорічний фестиваль відбувається передостанньої неділі серпня. Покровитель — San Giovanni Decollato.

## Демографія
Населення за роками:

Станом на 1 січня 2023 року в муніципалітеті офіційно проживало 109 іноземців з 21 країни, серед них 34 громадяни країн Євросоюзу та 8 громадян України.

## Сусідні муніципалітети
- Казелла
- Даванья
- Генуя
- Сант'Ольчезе
- Серра-Рикко
- Торрилья
- Вальбревенна

## Міста-побратими
- Radomyšl[en], Чехія (2006)
- Цонца, Франція (2006)